# كوري إدواردز
كوري إدواردز (بالإنجليزية: Cory Edwards)‏ هو ممثل ومخرج أمريكي كما أنه واحد من ثلاثة مخرجين وكتاب قاموا بعمل الفيلم مخادعة! عام 2006. كما قام بأداء صوتى لـ تويتشى السنجاب في نفس الفيلم.

## أعماله

### ممثل
- Chillicothe عام 1999
- مخادعة! عام 2006
- Doogal عام 2006

### كاتب
- مخادعة! عام 2006
- Hoodwinked 2: Hood vs. Evil عام 2008
- الهروب من كوكب الأرض عام 2009

### مخرج
- مخادعة! عام 2006
- دوريس بيرن عام 2008

## وصلات خارجية
- كوري إدواردز على موقع IMDb (الإنجليزية)
- كوري إدواردز على موقع ألو سيني (الفرنسية)
- كوري إدواردز على موقع أول موفي (الإنجليزية)
- كوري إدواردز على موقع قاعدة بيانات الأفلام السويدية (السويدية)
- كوري إدواردز على موقع قاعدة بيانات الفيلم (الإنجليزية)
- كوري إدواردز على موقع كينوبويسك (الروسية)

صفحته على imdb